# Resolutie 1336 Veiligheidsraad Verenigde Naties
Resolutie 1336 van de Veiligheidsraad van de Verenigde Naties werd unaniem door de VN-Veiligheidsraad aangenomen op 23 januari 2001, en verlengde het onderzoek naar schendingen van de sancties tegen de Angolese rebellenbeweging UNITA met drie maanden.

## Achtergrond
Nadat Angola in 1975 onafhankelijk was geworden van Portugal keerden de verschillende onafhankelijkheidsbewegingen zich tegen elkaar om de macht. Onder meer Zuid-Afrika en Cuba mengden zich in de burgeroorlog totdat onderhandelingen tot een akkoord leidden en ze zich in 1988 terugtrokken.
Een akkoord in 1991 voorzag in verkiezingen. Toen de UNITA-rebellenbeweging die verloor greep ze opnieuw naar de wapens. Een nieuw akkoord in 1994 leidde niet tot vrede. UNITA werd internationaal geconfronteerd met een embargo en werd steeds verder in het nauw gedreven door het regeringsleger. In 2002 werd ze door dat leger onthoofd, waarna ze zichzelf tot een politieke partij omvormde en demobiliseerde.

## Inhoud

### Waarnemingen
Er bleef bezorgdheid bestaan over de humanitaire effecten van de situatie op de bevolking van Angola.

### Handelingen
Er werd herinnerd aan eerdere resoluties, met name aan 864 (1993), 1127 (1997) 1173 (1998), 1237 (1999) en 1295 (2000).
Het mandaat van de vijf experts die de schendingen van de sancties tegen UNITA onderzochten werd verlengd met drie maanden. Hun werd gevraagd regelmatig te rapporteren aan het met resolutie 864 opgerichte comité en tegen 19 april een addendum toe te voegen aan hun eindrapport.
Ten slotte werd aan alle landen gevraagd mee te werken aan hun onderzoek.

## Verwante resoluties
- Resolutie 1294 Veiligheidsraad Verenigde Naties (2000)
- Resolutie 1295 Veiligheidsraad Verenigde Naties (2000)
- Resolutie 1348 Veiligheidsraad Verenigde Naties
- Resolutie 1374 Veiligheidsraad Verenigde Naties

Lijst ·  1335 ·  1336 ·  1337 ·  1338 ·  1339 ·  1340 ·  1341 ·  1342 ·  1343 ·  1344 ·  1345 ·  1346 ·  1347 ·  1348 ·  1349 ·  1350 ·  1351 ·  1352 ·  1353 ·  1354 ·  1355 ·  1356 ·  1357 ·  1358 ·  1359 ·  1360 ·  1361 ·  1362 ·  1363 ·  1364 ·  1365 ·  1366 ·  1367 ·  1368 ·  1369 ·  1370 ·  1371 ·  1372 ·  1373 ·  1374 ·  1375 ·  1376 ·  1377 ·  1378 ·  1379 ·  1380 ·  1381 ·  1382 ·  1383 ·  1384 ·  1385 ·  1386